# باباحصاری
نوشته شده: 

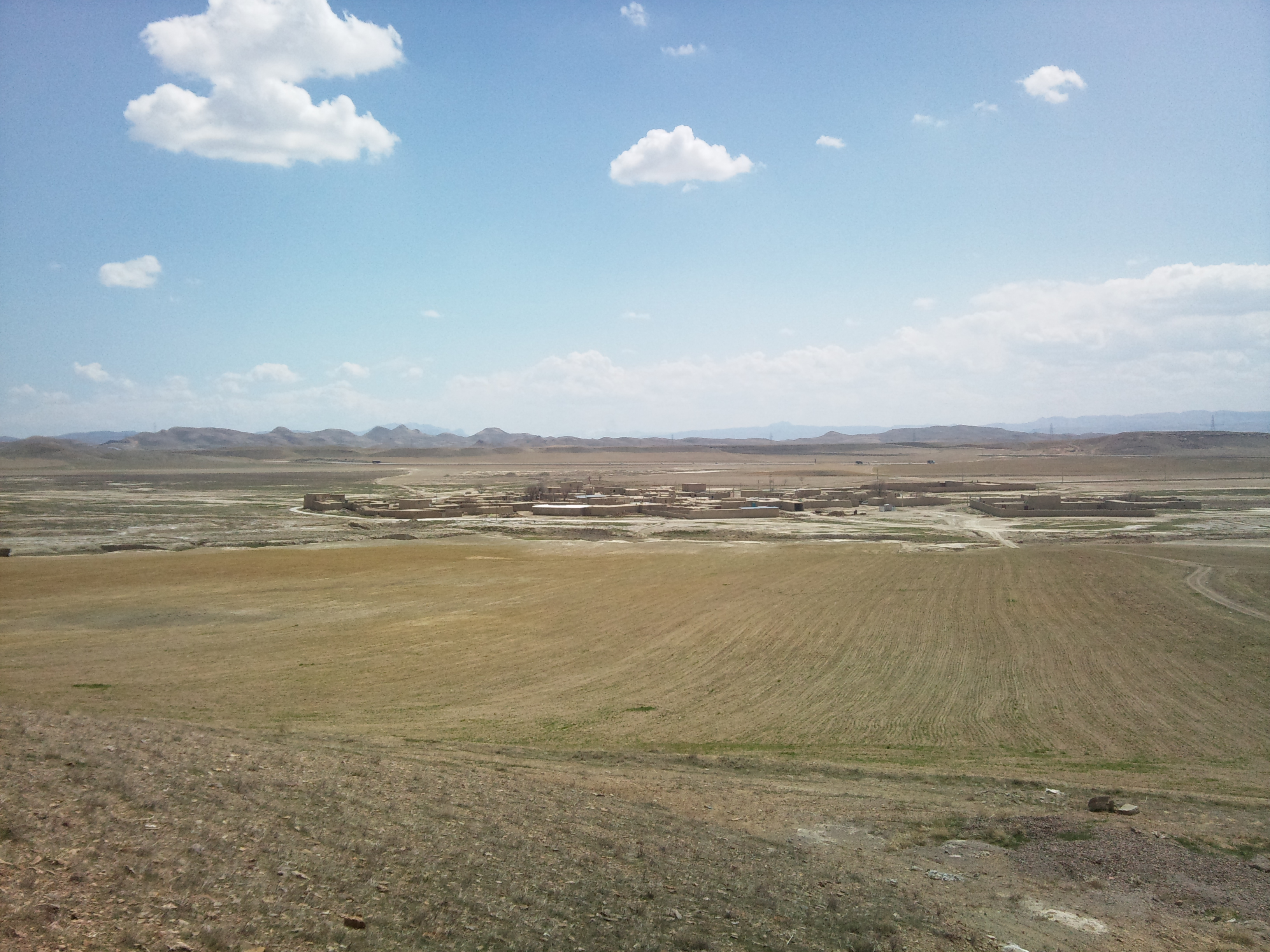
روستای باباحصاری - سال ۱۳۹۰

باباحصاری نام روستایی در بخش پیشخور (پیشخوار) در شهرستان فامنین و با مرکزیت شهر فامنین استٰ ٔ. فاصله آن از شهر فامنین ۳۵ کیلومتر است.
نام این روستا پیش از انقلاب اسلامی ایران، خوان حصاری یا خانه حصاری بوده‌است که به مرور زمان به خانحصاری و در سال‌های بعد به باباحصاری تغییر نام یافته‌است. فاصله آن از جاده قدیم ساوه - همدان ۲ کیلومتر می‌باشد.
این روستا دارای آب و هوای معتدل و زمین‌های جلگه‌ای می‌باشد اما با توجه به کم آبی های اخیر منابع آب موجود آن کاهش یافته‌است. نام این روستا در لغت‌نامه دهخدا با توضیحاتی آمده‌است (پانویس).
آب آشامیدنی اهالی قبلاً از طریق قنات تأمین می‌شده‌است، اما در سال ۱۳۸۸ با همت شرکت آبفای روستایی استان همدان لوله‌کشی آب شرب، از چشمه بهرام‌لو که در نزدیکی روستا قرار دارد انجام شده‌است. در سال ۱۳۷۲ به شبکه برق سراسری و در سال ۱۳۹۳ به شبکه گاز طبیعی وصل گردیده‌است. زبان اهالی روستا زبان ترکی  می‌باشد.
عمده محصولات کشاورزی روستا را غلات تشکیل می‌دهد. از مناطق دیدنی آن قارقالق، چشمه بهرام‌لو و دلوند است. از نکات قابل تأمل وجود قبرستان در دو محل مجزای بالای ده و پایین ده می‌باشد. در گذشته‌های نه‌چندان دور از نظر دامداری وضعیت بهتری داشته‌است و جزء روستاهای آباد منطقه پیشخور به حساب می‌آمده‌است. جهت مشاهده موقعیت دقیق این روستا در نقشه جغرافیا به آدرس اینترنتی که در بخش منابع آمده مراجعه نمایید.
طبق سرشماری سال ۱۳۹۵ تعداد جمعیت این روستا ۱۳۵ نفر (۳۸ خانوار) بوده‌است.
قطعه ای از اشعار محلی روستا به زبان ترکی  :
واریی اولسا گلیب یئییب ایچرلر
یوخسول اولسای اطرافییدن کوچرلر
قووم قارداش سنی ائلدن سئچرلر
قورخورام هئچ یادا سالان اولمویا